# Apple III
蘋果III是一款面向商业用户的个人电脑。它于1980年5月由苹果电脑公司开始制造销售，于1984年4月24日停产。其先祖－著名的Apple II－是由苹果公司的共同创始人史蒂夫·沃茲尼克（Steve Wozniak）设计的。Apple III的设计则在Wendell Sander博士的指挥下于1978年末开始。它的内部代号叫做Sara，以Sander的女儿命名。

## 历史与设计
Apple III的设计目标是成为一商用电脑，并成为Apple II的继任机型。它采用一改进过的操作系统－SOS（被戏称为"复杂的操作系统"，Sophisticated Operating System）及新的BASIC 编译器－"Apple /// Business BASIC"（也提供UCSD Pascal作为进行更有组织的编程可替选项。）其它功能还有：80列大小写字母显示支持、九宫格数字键、实时日期时钟的支持、6位元DAC数字模拟转换音频、16色的图像显示能力，支持目录层级的文件系统及模拟48 KB Apple II+的能力。内置140 KB 5.25" 软驱，并支持至多3个外接"Disk ///" 软驱。
Apple III采用2MHz SynerTek 6502A 8位元CPU以及和某些后期Apple II相同的bank switching技术以支持至256KB内存的寻址。（透过第三方升级可支持到512KB）
Apple III是第一款可以让用户选择一种显示字体及键盘布局（QWERTY或德弗乍克键盘）的苹果电脑产品。当软件正在运行时，这些设置不能被更改，而不是像Apple IIc可以透过键盘上的切换键直接进行切换。

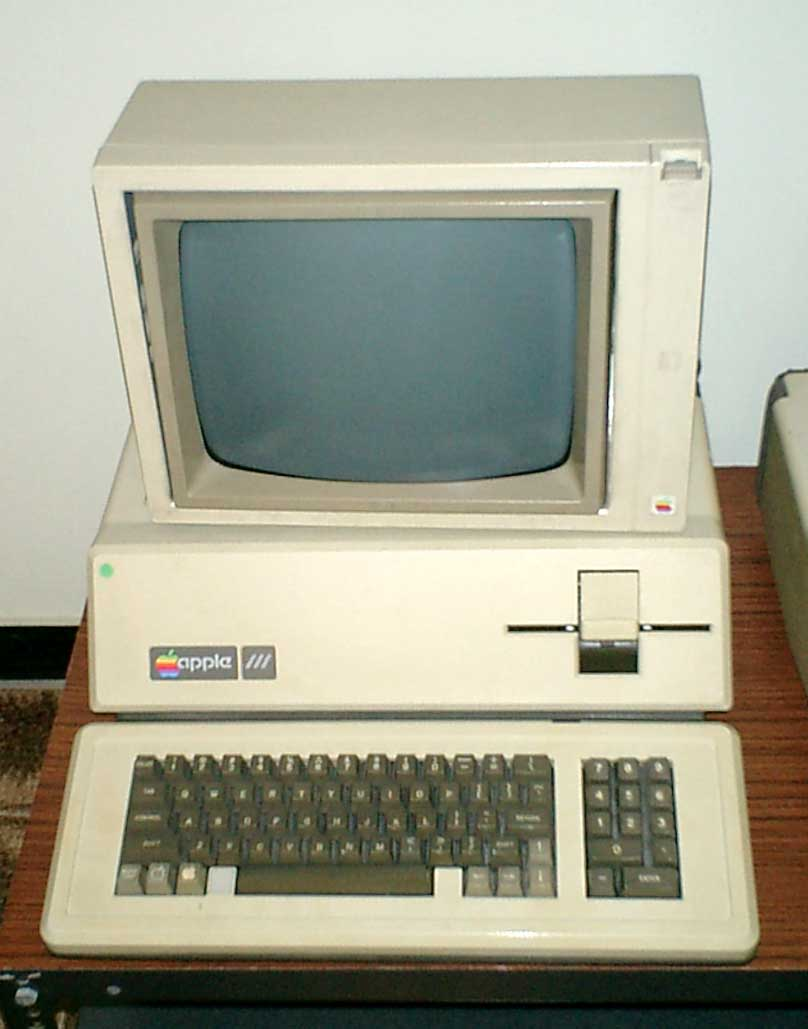
Apple III与一台Apple Monitor II

Apple III配有一组系统工具程序可达成系统重新设置及文件处理。另有一个名叫－Selector III－的程序则被设计成与系统工具组进行整合及可启动各种应用软件。然而，苹果公司最终决定取消其开发，而原开发工程师最终购买了贩售Selector II给Apple III用户以取得一些名义上的费用的权利。然而，Quark软件公司开发了竟争产品－Catalyst。其具有程序切换能力、较为粗糙的介面及能防拷保护功能，使软件公司可以授权用户从硬盘运行软件，而不用担心他们的软件被拷贝备份或被盗版。当苹果公司决定将Catalyst内置于他们的新硬盘产品－ProFile时，Quark为此庆贺－他们终于透过QuarkXPress成为APPLE的主要的软件供应商了。而Selector III的开发小组则宁静地解散了。
有一个可能比Apple III机器本身可能更广为流传的奇闻：在一个技术支持电子公告板上，遇到某些问题的用户被指示要将主机抬起三英寸（7.6公厘）后摔下以将芯片重新"归位"。另一个问题是由于APPLE III的电路板采用了当时尚未成熟的"细线"布线技术，线路间的间隙相当窄。当芯片被"挤"在板上并大量焊接时，焊锡会滴落于不应被连接的电路间，将造成了严重的短路，使得需要耗费大量时间进行昂贵的检测与修理。后来苹果公司不得不重新设计了一片具更多层但采用标准间隙的电路板，该电路板是依照一设计师在一巨大的设计板上画出的设计图所制造，而不像之前的电路板是在昂贵的CAD-CAM系统上设计。
一些SOS操作系统中的功能及代码后来亦融入Apple II的ProDOS和GS/OS操作系统及Lisa与麦金塔的操作系统中。

## 商业上的失败
有许多原因造成Apple III商业上的失败。其售价3500美元远高于当时许多其他基于CP/M操作系统的商用电脑。Apple III的软件库也相当有限，且其虽然宣称兼容Apple II，但该模拟功能受到刻意的限制而无法使用高级的Apple II功能（特别是许多以PASCAL编写的Apple II软件需要的64KB或更高内存），因此其实用性受到限制。
更重要的是，这款电脑深受各种软、硬件缺陷所苦。首次在苹果电脑系列中出现的实时时钟芯片也在经过长时间的使用后会突然失效。这个由美国国家半导体公司制造的芯片是个反复出问题的例子。半导体公司销售合同中给予经销商30天时间以退换有瑕疵部件，通常经销商被认为会在销售产品前会先进行测试，但实际上这不是必须做的。国家半导体公司一向来就有有意销售瑕疵品的恶名，他们赌可以在需要接受换货前能推出合格的新产品。这对于将此时钟芯片置于插槽中且具有大量维修设备的消费者来说并不是大问题。然而，苹果公司将时钟芯片直接焊在了电路板上，因此很难靠测试电路板找出故障芯片。最后，苹果公司不得不取消Apple III中的实时时钟以解决此问题，而不是更换一个可用的芯片。
另一个被广泛碰到的问题是，Apple III没有设计安装冷却风扇或设计散热孔，这是Steve Jobs为了求安静而要求的设计，因此许多Apple III皆附有散热槽，但由于Apple III使用了金属机箱，且所有的芯片都挤在一起，因此几乎完全无法散热，造成许多Apple III过热死机及硬件损坏的问题。有些用户称他们的Apple III因过热造成芯片脱离电路板、屏幕显示花屏的影像，或磁盘取出机器时呈"烤熔化"状态（这也是为什么现在很少有Apple III被保留下来）。
最后，苹果公司必须免费更换前面已售的14000台Apple III。购买这些机器的用户被给予全新的机器，使用重新设计过的电路板。这未被认为是新的机型，而是被视为保固服务。

## Apple III Plus
改进过的Apple III Plus于1983年12月上市。Apple III Plus修复了原Apple III的硬件问题、并提供256 KB内存、内置时钟、隔行扫描视频及与Apple IIe相同的键盘布局。然而，这项"请容我重新自我介绍"行动亦未能挽救Apple III的颓势。也许长远上更重要的因素是，Apple III本质上算是增强过的Apple II—始于1976年之8位元个人电脑的后继者。约在Apple III上市一年后，IBM揭开了PC的面纱—它是个完全的16位元电脑，且有不少便宜的兼容机。商用市场很快地转向IBM兼容机。1985年9月，Apple III产品线正式中止，仅取得约65000台的销量。苹果公司的共同创始人Steve Wozniak称III的失败是由于它是由苹果公司的销售部门主导的设计，而不像过去的机种是由设计部门主导的。